# Queens Cemetery (Bucquoy)
Queens Cemetery is een Britse militaire begraafplaats met gesneuvelden uit de Eerste Wereldoorlog en ligt in de Franse gemeente Bucquoy (Pas-de-Calais). De begraafplaats werd ontworpen door Reginald Blomfield en bevindt zich aan de Rue de la Carte, ruim 900 meter ten zuidwesten van het centrum (gemeentehuis) van de gemeente. Ze heeft een rechthoekig grondplan met een oppervlakte van 2619 m² en wordt omsloten door een bakstenen muur, afgedekt met witte natuursteen. De toegang aan de straatzijde is opgebouwd uit witte natuursteen en bestaat uit een tweedelig metalen hek tussen lage steunen geflankeerd door bloembakken op de hoeken. Vanaf de toegang leidt een middenpad naar de tegenoverliggende zijde waar zich een bakstenen schuilhuisje bevindt. Vooraan op dit pad staat het Cross of Sacrifice en achteraan de Stone of Remembrance. 
De begraafplaats telt 742 graven waaronder 214 niet geïdentificeerde en wordt onderhouden door de Commonwealth War Graves Commission. 

## Geschiedenis
Bucquoy werd in maart 1917 door de 7th Division ingenomen. In april 1918 ging het dorp na een langdurige en felle verdediging door de 62nd (West Riding), de 37th en de 42nd (East Lancashire) Divisions gedeeltelijk verloren maar op 21 augustus daaropvolgend ontruimd. 
De begraafplaats werd aangelegd in maart 1917 toen 23 mannen van het 2nd Queen's begraven werden in wat nu Plot II, Rij A is. Dertien graven van april-augustus 1918 werden in september 1918 toegevoegd (Plot II, Rij B) door de Burial Officer  van de 5th Division. De rest van de begraafplaats werd na de oorlog aangelegd door de concentratie van Britse en Franse graven en één Amerikaans graf vanuit de slagvelden van de Ancre en van enkele kleine begraafplaatsen in de buurt, waaronder: Baillescourt Farm Cemetery (64 doden), Miraumont Churchyard (10 doden), Miraumont German Cemetery (6 doden), River Trench Cemetery (117 doden), Swan Trench Cemetery (27 doden) en Triangle Cemetery (8 doden).
Onder de geïdentificeerde slachtoffers zijn er 497 Britten, 25 Nieuw-Zeelanders en 5 Fransen.
Zes Britse soldaten worden met een Duhalow Bloc  herdacht omdat zij begraven werden op de Duitse begraafplaats in Miraumont maar hun graf werd door artillerievuur vernield en niet meer teruggevonden.
Vier Britten worden herdacht met Special Memorials  omdat hun graven niet meer gelokaliseerd konden worden en men vermoedt dat ze onder naamloze grafzerken liggen.

## Onderscheiden militairen
Volgende officieren werden onderscheiden met het Military Cross (MC):
- Francis Sainthill Anderson, majoor bij de Royal Field Artillery.
- H. Wild, luitenant bij de Northumberland Fusiliers.
- Thomas Brown, luitenant bij de New Zealand Rifle Brigade.
- F.C.M. McKellar, onderluitenant bij het Lincolnshire Regiment.

Volgende militairen werden onderscheiden met de Distinguished Conduct Medal (DCM):
- J.W. Green, sergeant bij het Manchester Regiment, hij ontving ook de Military Medal (MM).
- T. Watts, sergeant bij het Gloucestershire Regiment.

Volgende militairen werden onderscheiden met de Military Medal (MM):
- sergeant J. Appleton (Lancashire Fusiliers).
- sergeant John J. McCormack (Royal Dublin Fusiliers).
- korporaal H. Godfrey (Royal Marine Light Infantry).
- soldaat H. Spencer (East Surrey Regiment).
- sappeur Alfred Springall (New Zealand Engineers).